# Linnaemya comta
Linnaemya comta är en tvåvingeart som först beskrevs av Fallen 1810.  Linnaemya comta ingår i släktet Linnaemya och familjen parasitflugor. Arten är reproducerande i Sverige. Inga underarter finns listade i Catalogue of Life.